# 半山半岛
半山半岛是中国海南省三亚市一个超大型的高端滨海旅游复合地产项目，位于吉阳区鹿回头景区附近的鹿回头半岛，紧邻三亚市中心和大东海，同时濒临东侧的小东海和西侧的鹿回头湾两个相距一公里的海湾（号称足不出户就可以观看左边日出，右边日落），由三亚鹿回头旅游区开发有限公司和海南新佳旅业开发有限公司联合开发建设，包括高层公寓、别墅、超星级酒店群、康复医院、国际学校、帆船港、高尔夫球会、艺术中心等多种产品，占地面积约3平方公里（近5000亩）。2017-2018年，三亚半山半岛楼盘涉嫌欺诈销售，卷入总标的约30亿元的诉讼。

## 住宅
2007年11月，半山半岛项目作为唯一的中国品牌，参加上海TopMarques奢侈品展。
半山半岛项目陆续开发八期，开发总建筑面积240万平方米。提供顶级豪宅物业服务。
1. 一期：鹿回头湾区（2007年11月开盘）
2. 二期：双海湾湾区（2008年1月开盘）
3. 三期：东海湾区（2008年10月开盘）
4. 四期：中央海景大道（2010年2月开盘）
5. 五期：蓝色果岭（2011年1月开盘）
6. 六期：未来水世界（2011年10月开盘）
7. 七期：钓鱼台-美高梅公寓（2013年1月开盘，2014年10月交付）
8. 八期：半山半岛 麓台（2015年1月开盘）

尚未完工的有第8期被称为“半山半岛 麓台”的项目，
半山半岛项目曾常年占据海南省销售额榜单榜首。2008年，该项目销售额20亿元，占三亚滨海地产销售额的一半。

## 度假酒店
半山半岛项目包括数座五星级以上的度假酒店：
1. 三亚半山半岛洲际度假酒店，2010年7月开业
2. 半山半岛度假酒店，2010年8月开业
3. 半山半岛帆船港酒店，2012年2月开业
4. 半山半岛安纳塔拉酒店，2012年11月开业
5. 三亚国宾馆—悦榕庄，号称“海南中南海”

## 高尔夫球会
鹿回头高尔夫球会于2008年开业。

## 三亚半山半岛帆船港
三亚半山半岛帆船港于2009年建港，由英国查普曼勒公司设计，拥有325个全天候的泊位。此后举办了一系列国际帆船赛事，包括两届沃尔沃环球帆船赛、两届克利伯环球帆船赛。2019年，三亚半山半岛帆船港有限责任公司获评“2018年海南十佳雇主”称号。

## 阜外心脑血管康复中心
2011年9月，阜外心脑血管康复中心开工建设。

## 国际学校
半山半岛加拿大国际学校于2011年11月开工建设，2014年9月投入使用。

## 诉讼
2017-2018年，三亚半山半岛楼盘陆续有1700多户房产，涉嫌欺诈销售，被北京市第三中级法院、上海市第一中级法院、三亚城郊法院等多家司法机关查封、抵押、再次销售。初步估算，项目开发公司拖欠土地出让金、税款、借款、工程款、安置补偿款等超过400亿元，大量房屋随时可能进入司法拍卖程序，执行总标的约30亿元，相关购房者面临“房财两失”的困境。三亚市中级人民法院已裁定受理涉及半山半岛项目开发的三亚鹿回头旅游区开发有限公司等12家企业进行破产重整申请，认为这12家企业不能清偿到期债务，但仍具有较大商业价值，具有重整的必要性、可行性。